# Porco celta
El porco celta es una raza de cerdo (Sus scrofa domestica) que hasta los años cincuenta era el típico de los establos en Galicia (España) y que fue desapareciendo poco a poco hasta el presente y hoy se encuentra en vías de extinción. Son animales muy largos, poco precoces (tardan mucho tiempo en crecer), con cabeza muy grande y con orejas muy largas que les llegan a tapar los ojos, muy altos y grandes andadores. La carne de estos animales es de gran calidad para la elaboración de embutidos y jamones y tienen gran cantidad de grasa.

## Características
La raza del porco celta agrupa animales de tamaño grande, dolicocéfalos y con perfil frontonasal de subcóncavo a recto; eumétricos y longilíneos, rústicos y armónicos, con un esqueleto muy desarrollado, sobre todo en su tercio anterior.
Con la longitud de sus extremidades demuestra su aptitud para la marcha, que es viva, grácil y de la abaneo característico da raza.
- Cabeza grande, fuerte y alargada. El hocico es ancho y gordo. Las orejas, grandes y caídas, cubren los pequeños ojos.
- Cuello largo, estrecho y fuerte.
- Tórax fuerte, profundo y poco arqueado.
- Dorso y lomo estrechos, largos y arqueados. La línea dorsolumbar dibuja desde la cruz un arco que se hace más prominente en la unión de los lomos y cadrís.
- Cruz posterior caída, con formación muscular media.
- Rabo que se retuerce de forma característica, tiene una borla de sedas en su extremo.
- Vientre recogido, con línea inferior plana, con un mínimo de 6/6 mamas formadas, espaciadas y de implantación amplia.
- Extremidades bien formadas, largas y fuertes. Cuartillas de longitud media. Las pezuñas resistentes y duras, con ausencia total de pigmentación.
- El color de la capa depende de la variedad:

La santiaguesa posee una piel rosada con ausencia de pigmentaciones.
La barcina posee pequeñas pigmentaciones a modo de lunares circulares de color gris-lousa.
La carballina se caracteriza por sus extensas pigmentaciones negras y brillantes que en ocasiones cubren todo el cuerpo.
- Defectos objetables: defectos en el asentamiento de las extremidades o que sean cortas; hocico poco formado.
- Defectos descalificadores: conformación defectuosa en grado acusado, hernias, anomalías en los genitales, formación corporal no acorde con la edad o pigmentación total o parcial de las pezuñas.

## Distribución
Son las tres variedades las que dibujan el mapa de su dispersión. La variedad carballina es originaria de la zona de  Carballo y comarcas limítrofes de la provincia de La Coruña. Las otras de sus variedades se sitúan al sur de las provincias de Lugo y La Coruña, y en las provincias de Pontevedra y Orense.